# María Sada Villarreal
María Sada Villareal (Monterrey, Nuevo León, 1954) es una pintora de caballete y restauradora de arte que se ha desarrollado en diversas corrientes como paisajismo y figura humana. Es miembro del Sistema Nacional de Creadores de Arte.
Como restauradora ha trabajado con obras de artistas como Diego Rivera, David Alfaro Siqueiros, Frida Kahlo, así como pintura colonial y piezas góticas europeas. Ha contado con exposiciones en Museos de México, España, Estados Unidos, Bélgica, Suiza y Dubái.

## Biografía
Nació en Monterrey, Nuevo León en 1964. Estudió en la Escuela Nacional de Conservación, primero la carrera de diseño y después la de restauración.

## Obra
Sus primeras obras son autobiográficas, centradas en la figura humana, sin embargo desde 1993 el foco de su trabajo cambió al mundo natural, teniendo como protagonistas a plantas, animales, paisajes. En su obra se logra apreciar su formación en restauración que se vuelve parte de su técnica artística.

### Influencia
La artista ha mencionado que Alexander von Humboldt ha inspirado su trabajo, el cual busca devolver la mirada al entorno y la relación del ser humano con el resto de los seres vivos. Con su trabajo intenta difundir la relación entre los seres humanos con la naturaleza como la esencia de la humanidad.

### Exposiciones
- Memoria de la Tierra, 2019, CONARTE. Un recorrido por sus 30 años de trayectoria artística.[1]
- Biofilia. Arte y Naturaleza, 2023, MUNAL. Se trató de una reflexión de la relación entre seres humanos y demás seres vivos, a partir de los postulados de Edward O. Wilson. El término Biofilia se entiende como “amor por la naturaleza”.[4][6]